# Uggera
La seriola Uggera è un canale artificiale situato in provincia di Brescia.

## Idronimo
La seriola prende il nome dalla famiglia che la fece costruire: gli Uggeri, nobili bresciani proprietari di terre a Milzanello.

## Corso del canale
La seriola nasce da una capofonte a sud-est della cascina Canello, a nord-ovest di Porzano di Leno, nel territorio di Bagnolo Mella. Entra in territorio lenese dopo aver sottopassato l'Autostrada Brescia - Cremona. A Porzano viene alimentata da un altro capofonte.
All'altezza della cascina Mortero è presente un collegamento con la vicina seriola Molina, da cui scende a meridione costeggiando a sera le cascine Uggera e Madonna della Stalla. Giunto nei pressi della cascina Cereto, la seriola si divide in due rami. Quello orientale affianca la Cascina Maglio, un tempo alimentando l'omonimo mulino, e si immette direttamente nel fiume Mella. Il ramo occidentale affianca a occidente la cascina Cereto e a meridione di questa si divide ulteriormente in due rami. Entrambi si immettono nel Mella.